# Joey Pelupessy
Joey Pelupessy (Nijverdal, 15 de mayo de 1993) es un futbolista profesional neerlandés que juega como centrocampista para el Lommel S. K. de la Segunda División de Bélgica.

## Selección nacional
El 25 de marzo de 2025 hizo su debut con la selección de Indonesia en un partido de clasificación para el Mundial 2026 ante Baréin que ganaron por uno a cero.

## Clubes
| Club                      | País         | Año       |
| ------------------------- | ------------ | --------- |
| F. C. Twente              | Países Bajos | 2013-2014 |
| Heracles Almelo           | Países Bajos | 2014-2018 |
| Sheffield Wednesday F. C. | Inglaterra   | 2018-2021 |
| Giresunspor               | Turquía      | 2021-2022 |
| F. C. Groningen           | Países Bajos | 2022-2025 |
| Lommel S. K.              | Bélgica      | 2025-     |